# ЗІС-150
ЗІС-150 (з 26 червня 1956 — ЗІЛ-150) — радянський вантажний автомобіль, що випускався в період з 1947 по 1957 роки.
Був спроектований на основі американських вантажівок International Harvester K7 і з врахуванням досвіду експлуатації Studebaker US6, що поставлялась в період Другої світової війни. У 1957 році був замінений на модель ЗІЛ-164, що фактично являв собою модернізований ЗІЛ-150.

## Історія створення

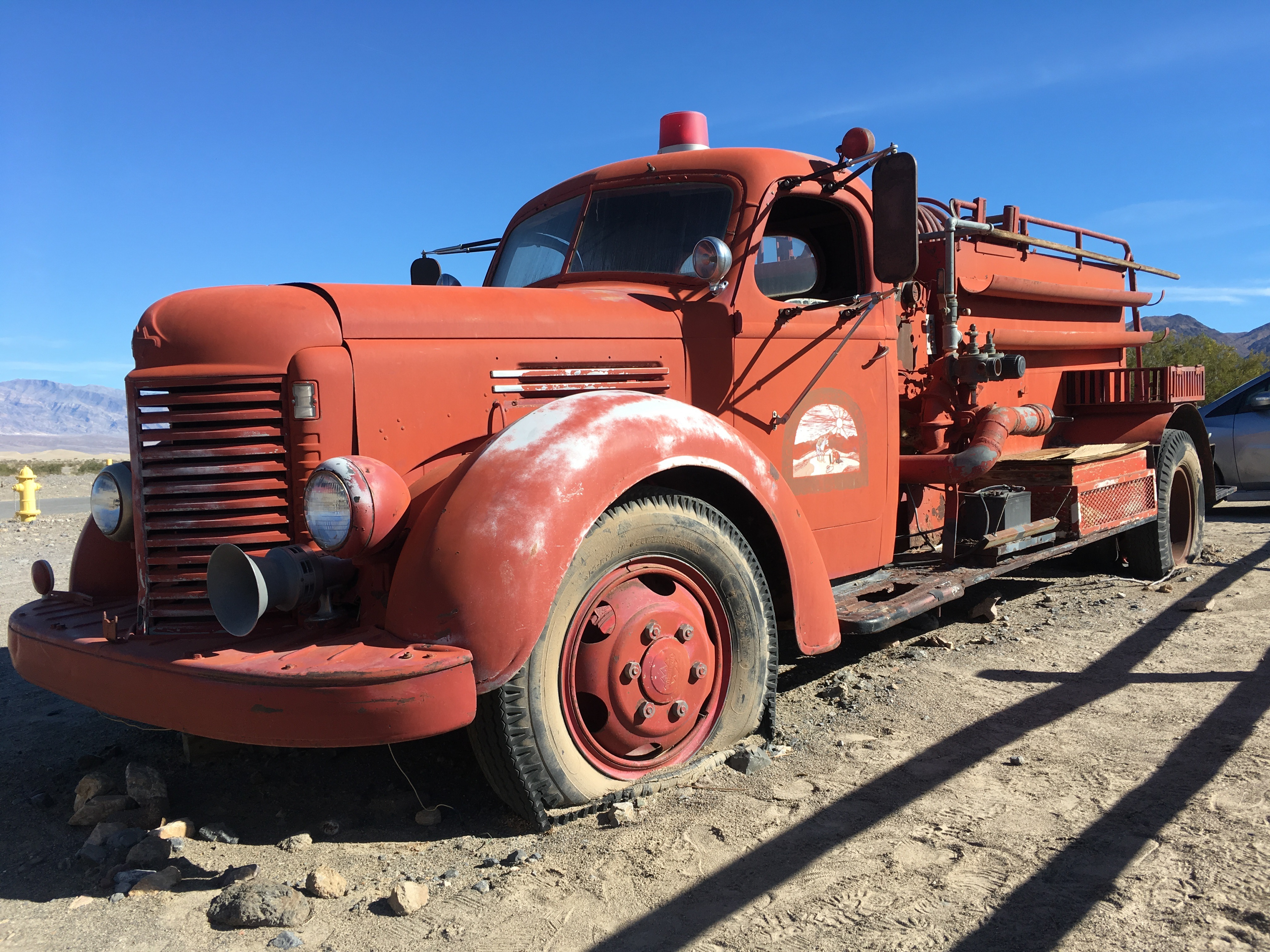
International K-7

Намічена на третю п'ятирічку (1938–1942) корінна модернізація всіх радянських вантажних автомобілів повинна була торкнутися і ЗІС-5. Йому на зміну була запланована вантажівка ЗІС-15, дослідні зразки якої ЗІС побудував в 1938 році. На базі ЗІС-15 планувалося випускати ціле сімейство моделей: самоскид, вантажівку підвищеної прохідності, автобус.

### Особливості ЗІС-15
- Серед нововведень головними були тримісна суцільнометалева кабіна з сучасним оперенням (крила, облицювання радіатора, капот двигуна), нова рама зі збільшеною колісною базою, 100-літровий (замість колишнього 60-літрового) бензобак і істотно модернізований двигун.
- При незмінному робочому обсязі його потужність зросла б до 82 к. с., завдяки підвищеній до 5,3 ступені стиснення, зміненим фазам газорозподілу, іншій формі газових каналів, вдосконаленій голівці циліндрів. Для зниження рівня шуму чавунні шестерні приводу допоміжних вузлів замінені текстолітовими.
- Автомобіль отримав нове трансмісійне дискове гальмо.

Однак коробка передач залишалася чотириступінчастою, а привід гальм механічним (правда, доповненим вакуумним підсилювачем).
Довоєнні випробування дослідних зразків ЗІС-15 показали, що для вантажного автомобіля нового покоління потрібен ще більш потужний двигун. Тому, як тільки на ЗІСі в липні 1943 року було відновлено моторне виробництво, почалося проектування нових двигуна і п'ятиступінчастої коробки передач, що призначалися для перспективних вантажних моделей.
Влітку 1944 року прототипи вантажівки ЗІС-150, в основу якого ліг ЗІС-15К, і його повнопривідної модифікації ЗІС-150П (ця машина вийшла на 1000 кг важче і стала очевидною необхідність розробки тривісного варіанту автомобіля) вже проходили випробування (поки ще зі старими двигунами).

### Повоєнна робота над моделлю
30 жовтня 1947 року з воріт Заводу імені Сталіна виїхала перша партія вантажних автомобілів ЗІС-150. Потужність нового двигуна зростала до 95 к. с. при 2800 об/хв, вантажопідйомність — на третину до 4000 кг.
У конструкції ЗІС-150 вперше в історії радянського автомобілебудування були застосовані п'ятиступінчаста КПП з шестернями постійного зачеплення і пневматичний привод гальм.
Автомобіль отримав нову кабіну (через великий дефіцит у країні тонкого сталевого листа вона була змішаної конструкції: сталевий лист, фанера, шкірозамінник) з ефективною системою опалення й опускним склом дверей.
Вітрове скло із системою обігріву складалося з двох половинок. Ліва половинка була зроблена підйомною: вона закріплювалася в будь-якому положенні за допомогою кулісного механізму. У задній стінці кабіни було вікно, на зовнішній стороні якого встановлювалась запобіжна решітка.
ЗІС-150 отримав шини збільшеної (порівняно з ЗІС-5) вантажопідйомності — розміром 9,00-20".
Новий двигун моделі ЗІС-120, що призначався для ЗІС-150, був освоєний раніше, ніж весь автомобіль, — наприкінці 1947 року, тому його разом з новою коробкою передач в тому ж 1947-му почали ставити на деякі шасі ЗІС-5В (тільки без компресора і з обмеженою потужністю). Такі машини стали називатися ЗІС-50, причому один дослідний зразок цього автомобіля був побудований ще в 1944 році. У 1947 році їх було випущено 194, а в наступному — 13701 шт.
З січня 1948 року почався перехід заводу на нову модель — з 27 січня по 26 квітня монтувався новий конвеєр, а з 27 квітня 1948 року завод перейшов на випуск ЗІС-150.
30 квітня 1948 року в Москві були повністю зняті з виробництва ЗІС-5В і ЗІС-50.
Перші серії машин при всіх плюсах мали істотний недолік. У досить довгого карданного валу ЗІС-150 був порівняно невеликий запас міцності. Це призводило до того, що при русі автомобіля вниз з гори швидкість обертання карданного вала виявлялася часом вище безпечного рівня і відбувався обрив карданного валу. При цьому він перебивав гальмівний привід, і автомобіль неможливо було зупинити. Це змусило розробників в терміновому порядку обмежити число обертів двигуна. На наступних машинах вже стояв спеціальний обмежувач обертів, який запобігав виходу двигуна на небезпечний (понад 2400 об/хв) швидкісний режим.
У 1950 році ЗІС-150 піддався модернізації. Місце карбюратора МКЗ-14 висхідного потоку зайняли новий дуже оригінальної конструкції-80 (МКЗ-16А) з падаючим потоком суміші і новий впускний колектор. У результаті зросла на 5 к. с. (до 95 к. с.) потужність і покращилася на 4-6 % економічність. Одночасно завод відмовився від дерев'яно-металевої кабіни і перейшов на суцільнометалеві.
Ліва половинка вітрового скління кабіни стала підйомною, вона закріплювалася в будь-якому положенні за допомогою кулісного механізму. Вікно на задній стінці кабіни отримало більш витончену запобіжну решітку.
У 1952 році керівництво ЗІСа, накопичивши та узагальнивши досвід експлуатації свого основного автомобіля ЗІС-150, прийшло до висновку про необхідність модернізації багатьох елементів його конструкції. Однак, перш ніж запустити оновлений автомобіль у серійне виробництво, було вирішено влаштувати для нього випробувальний пробіг довжиною 25 тис. км по дорогах з різним покриттям і без нього, а також по гірських трасах Кавказу і Криму. У пробігу брали участь одна серійна і дві модернізовані вантажівки, в конструкцію яких були внесені наступні основні зміни: у кожної з них запроваджено плаваючий маслоприймач масляного насоса, застосований механічний привод стартера, перед радіатором встановлені жалюзі, керовані з кабіни, замість довгого єдиного карданного вала застосовані два вали з проміжною опорою на середній поперечці рами, сама рама посилена косинками і додатковою поперечкою, стандартні ресори замінені на подовжені (від ГАЗ-63), збільшено передавальне відношення черв'ячної пари рульового управління, замість мідних гальмівних трубопроводів застосовані сталеві.
У одного з дослідних зразків для підвищення зносостійкості блок циліндрів двигуна був відлитий з титано-мідистого чавуну. Конструктори поліпшили комфортабельність кабіни: була зменшена висота сидінь і збільшений нахил їх спинок. Раму вітрового скла для поліпшення вентиляції зробили з двома вікнами, що могли відкриватися. Крім цього, для підвищення безпеки руху були введені додаткові покажчики повороту у верхній частині стійок вітрового скла та в місці, де вони стикалися з капотом.
За результатами пробігу майже всі удосконалення були рекомендовані до впровадження, за винятком відлитого з титано-мідистого чавуну блоку циліндрів двигуна, додаткової поперечки і додаткових покажчиків повороту в місці зіткнення стійок вітрового скла та капота. Також було прийнято рішення про подальше удосконалення конструкції підвіски. З 1954 року на ЗІС-150 стала застосовуватися проміжна опора карданного вала.
У 1956 році у двигуні вантажівки ЗІС-150В була застосована алюмінієва головка циліндрів замість чавунної, що дозволило підвищити до 6,2 ступінь стиснення і підняти до 96 к. с. потужність. Серед інших змін — нові карбюратор, впускний колектор, повітряний фільтр, посилена рама, гумові опори передніх ресор, гідравлічні амортизатори.
За весь час випуску з 1947 року по жовтень 1957 року, коли ЗІС-150 був замінений на ЗІЛ-164 (26 червня 1956 року завод ім. Сталіна був перейменований у завод ім. Лихачова, у зв'язку з чим частина автомобілів під кінець випуску отримала капоти з новою виштамповкою «Зіл» замість колишньої «Зіс»), було вироблено 774615 автомобілів.

## Модифікації
На базі 150-го випускалося чимало модифікацій машин — цистерни, підйомні крани, самоскиди, лісовози, дорожньо-очисні машини. Всі вони добре зарекомендували себе в народному господарстві.
- ЗІС-150П — дослідний двовісний повнопривідний (4×4) автомобіль (1947 р);
- ЗІС-151 — тривісний повнопривідний (6×6) автомобіль (1948-1957 рр.);
- ЗІС-156[3]— газобалонна (на стисненому газі) 3,5-тонна вантажівка (1949-1957 рр.);
- ЗІС-156А[4] — газобалонне (на зрідженому газі) 4-тонну вантажівку (1953—1957 рр.);
- ЗІС-253 (УльЗіС-253, НАЗ-253)[5] — дослідна дизельна 3,5-тонна вантажівка для виробництва на УльЗіСі і Новосибірському автозаводі. Розроблена незалежно від Зіса на УльЗіСі (1947 р);
- ДАЗ-150 «Українець»[6] — дослідна 4-тонна вантажівка для виробництва на Дніпропетровському автозаводі. Розроблена незалежно від Зіса на ДАЗі (1947-1950);
- ЗІС-ЛТА — напівгусеничний лісовозний автомобіль підвищеної прохідності, створений у 1949 році на базі ЗІС-5 з використанням вузлів і агрегатів трельовочного трактора КТ-12. Згодом випускався також на базі ЗІС-21 і ЗІС-150.
- ЗІС-ММЗ-585Е[7] — самоскид (1949-1955 рр.) з кузовом Митищинського машинобудівного заводу; в 1952—1958 рр. випускався на Кутаїському автомобільному заводі як КАЗ-585[8];
- ЗІС-121 — сідельний тягач (1952-1959 рр.);
- ЗІС-153 — дослідний напівгусеничний автомобіль (1952 р).
- АКЗ-1 — автобус, створений на базі ЗІС-150 з використанням кузова ЗІС-16 московським заводом «Аремкуз».

На шасі Зіс-150 були створені цистерни АЦ-4-150 і АЦМ-4-150 (Грабовський завод спецавтомобілів), автокрани АК-32 (1951 р.), АК-3ГС (1951), АК-5Г (1953), пожежна машина ПМЗ-9, сміттєвоз МС2 (1950 р.), поливомийні машини ПМ-8 (1955) і багато інших спеціальних автомобілів.
Автотранспортне управління Ленміськвиконкому (АТУЛ) на базі Зіс-150 будувало автобуси Л-3М (1947—1948) і Л-4 (1949—1950). Як основа автобуса капотної компонування Л-4 послужило подовжене шасі вантажівки із збільшеною до 5230 мм базою. Дубовий каркас кузова був обшитий сталевим листом. У конструкції введені удосконалення: додаткова опора карданного вала, вакуумний підсилювач гальм, посилені ресори, встановлений 150-літровий бензобак. Завдяки цьому модель могла перевозити 40 пасажирів, з них 29 сидять. Довжина — 8660 мм, ширина — 2470 мм, висота — 2940 мм. Маса — 5970 кг.
У 1949—1957 роках з використанням вузлів і агрегатів вантажівки Зіс-150 на Зісі випускався автобус Зіс-155. Наприкінці 1957 року його на конвеєрі замінив більш досконалий Зіл-158. На шасі Зіс-150 будували автобуси «ЦАРМ-Москва» Московські Центральні Авторемонтні майстерні.

### В інших країнах
За радянської технічної документації з використанням виробничого обладнання, що надійшло з нашої країни, в Румунії та Китаї теж почався випуск власних Зіс-150.
 Румунія У Румунії їх під маркою SR-101 (S. R. 101) став робити паровозний завод «Steagul Rosu» («Стягул Рошу» — «Червоний прапор», р. Брашов — з 1950 по 1960 місто називалося Орашул-Сталін). Випуск вантажівок на первістка румунської автомобільної промисловості почалася в 1954 році і до 1965 року їх було вироблено 54224 шт. В 1958 році машин стали ставити двигуни власної розробки потужністю 140 л. с. з 1960 року завод розпочав випуск власних машин SR-131 Carpati.
 КНР Що стосується Китаю, то там в місті Чанчунь з літа 1956 року вантажівка Jiefang CA10 («Цзефан» — «Визволення») почав виробляти «Автомобільний завод № 1» («Перший автомобільний», FAW — First Automobile Works). Це було одне з 156 підприємств, які споруджувалися з радянською допомогою, щоб закласти основу індустріалізації КНР. Серед перших інженерів заводу, які стажувалися на Зісі, був і Цзян Цземінь — майбутній голова КНР. На одному з найбільших автозаводів у світі (нині — China First Automobile Group Corporation), ця вантажівка з невеликими змінами випускалася до 1986 року.
Усього було випущено 771 883 екземплярів всіх модифікацій.